# Plage de Anse Vinaigri
La plage de Anse Vinaigri est une plage de sable blanc située au sud de Le Gosier, en Guadeloupe.

## Description
La plage de Anse Vinaigri, longue de 70 m, se situe au sud du Gosier, dans un quartier résidentiel. Elle est peu fréquentée, l'espace offrant peu de possibilité de parking.
Dans une petite crique de l'anse Vinaigri, elle offre un petit espace de baignade et une plus large plage de verdure. Il est possible par un chemin côtier de rejoindre la pointe Canot et de commencer en ce point le sentier du littoral de Saint-Félix.

## Histoire
Ancienne zone marécageuse, elle a été aménagée dans le début des années 1980,.

## Galerie

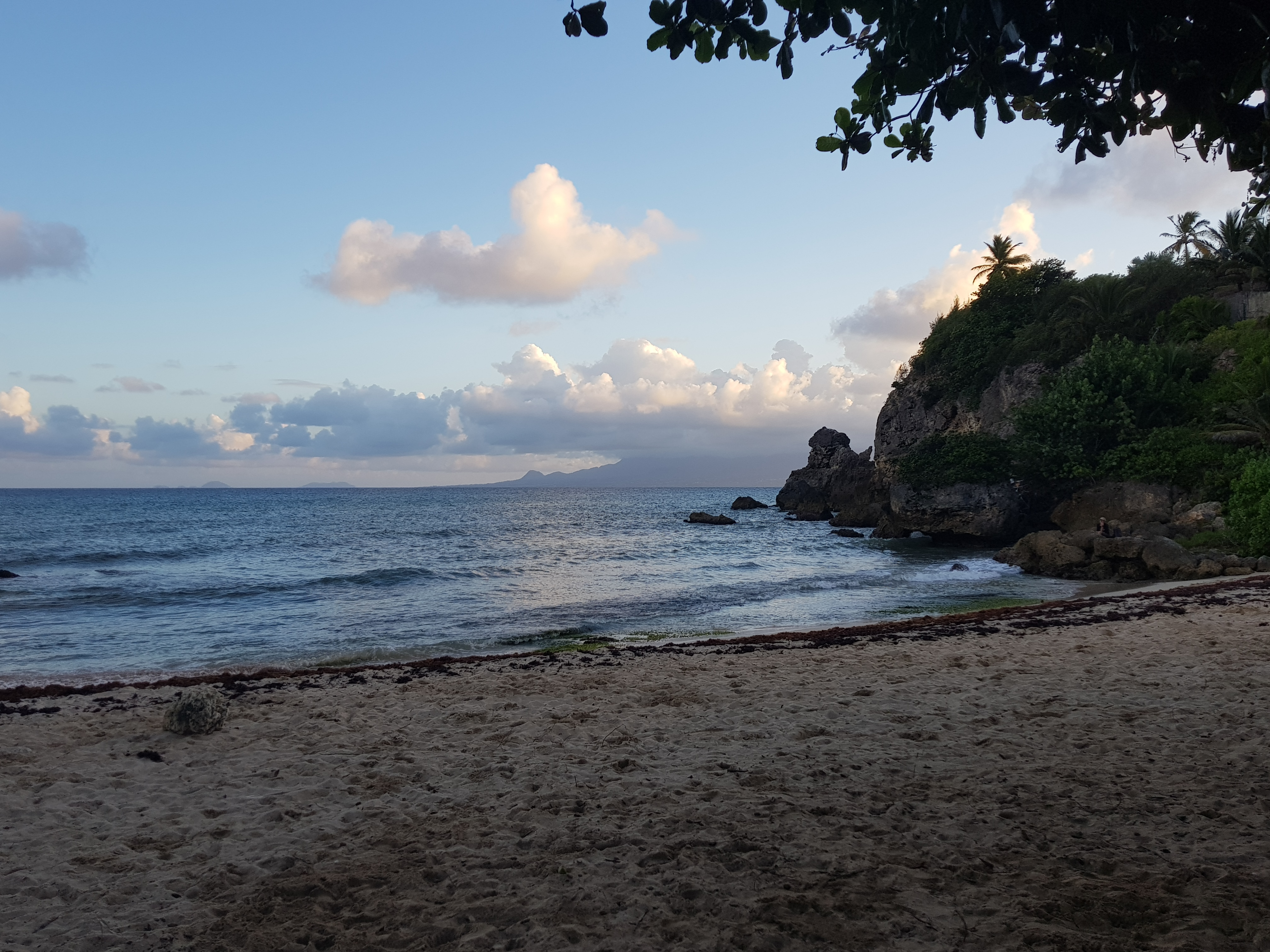
Anse Vinaigri
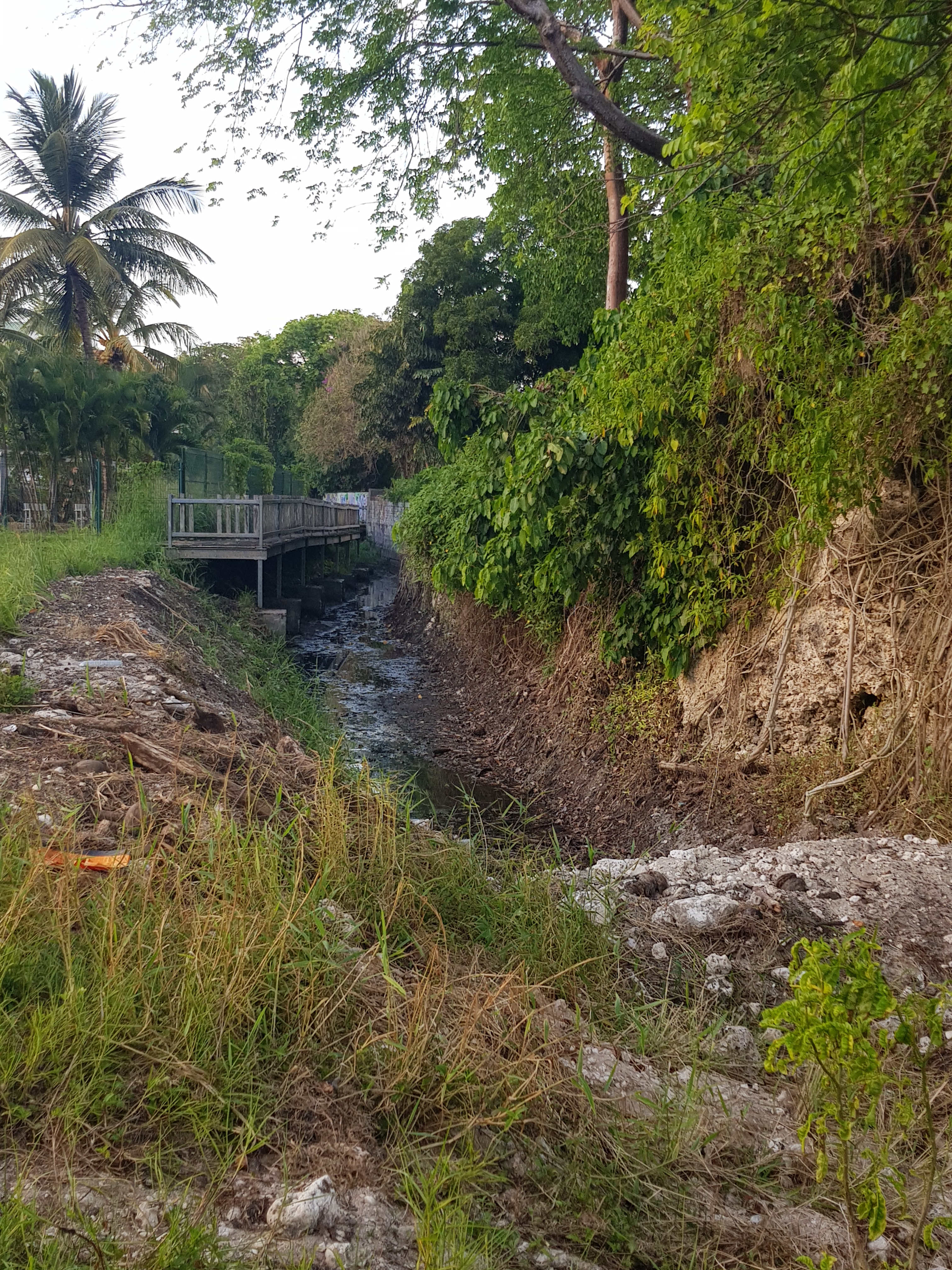
Ravine à Anse Vinaigri
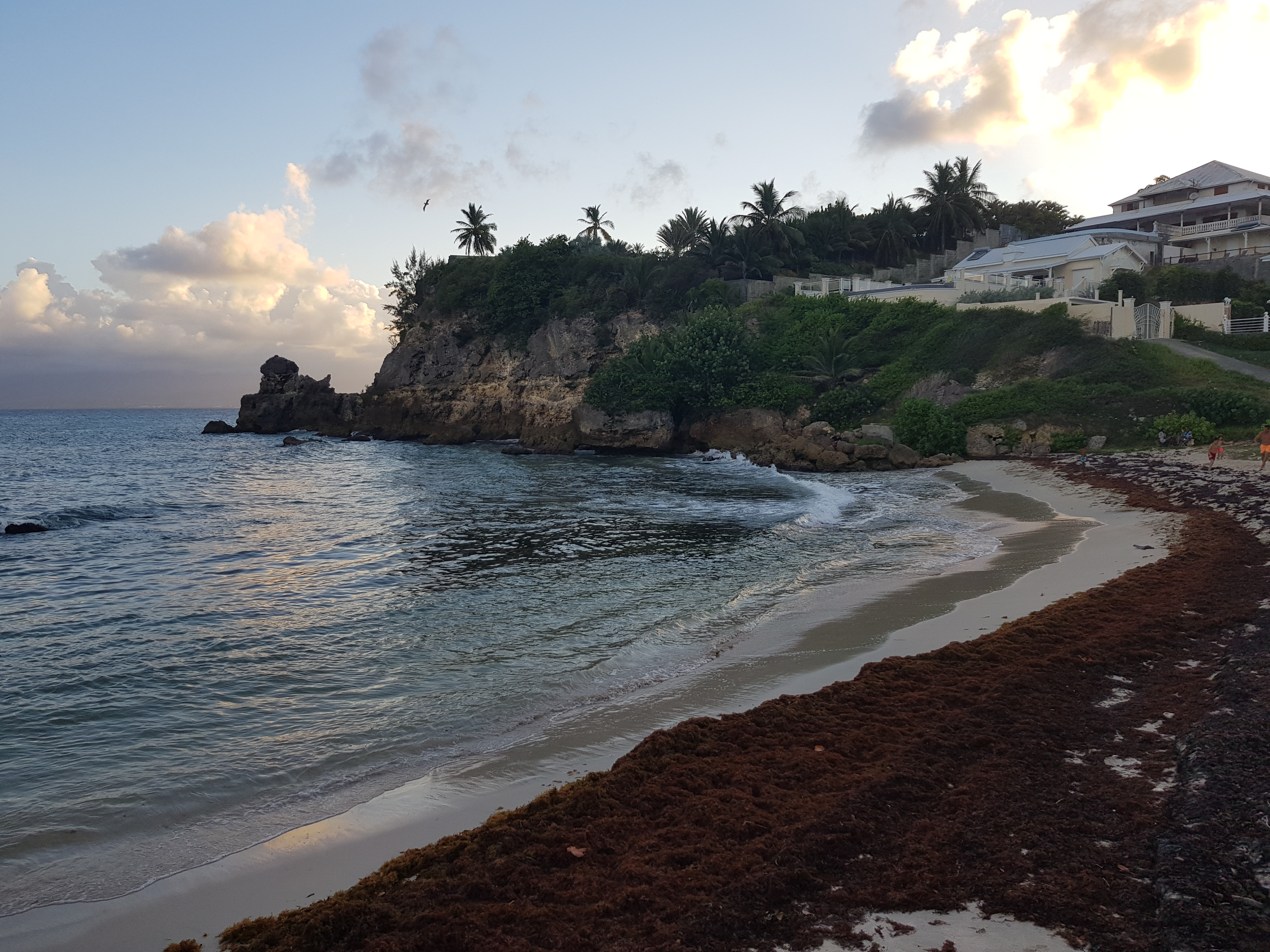
Anse Vinaigri
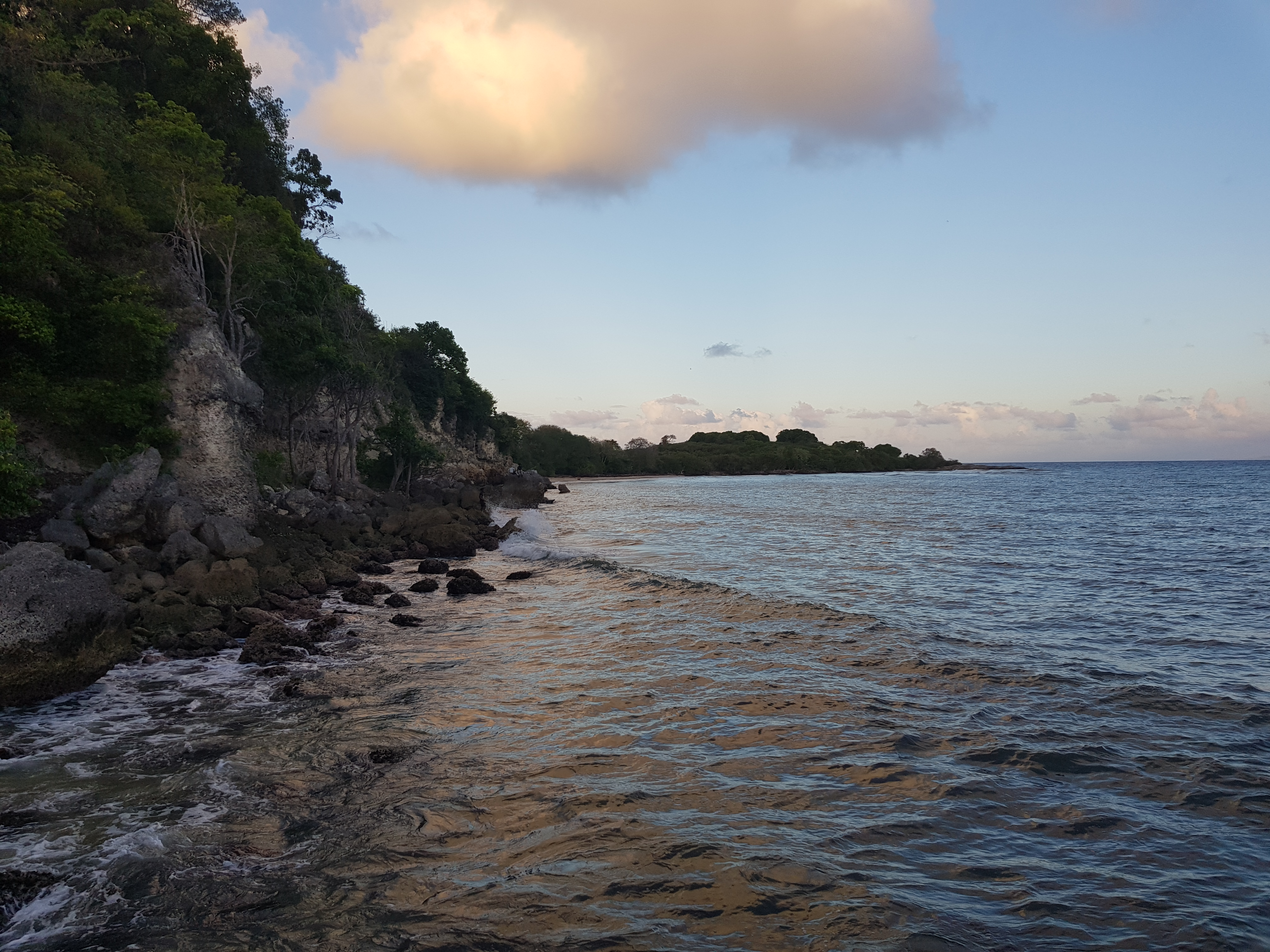
De Anse Vinaigri à pointe Canot